# Konstanty Janicki

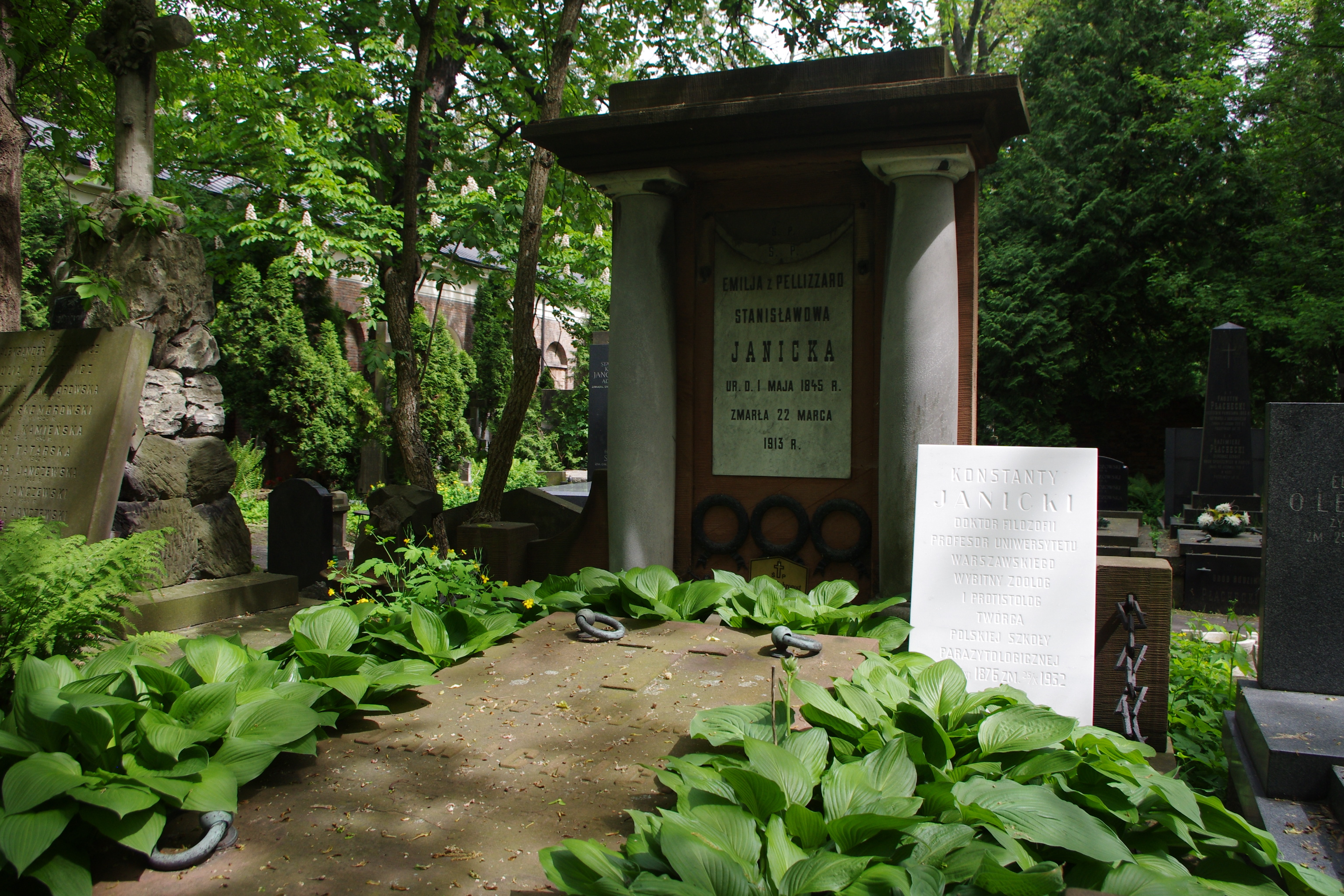
Grób zoologa Konstantego Janickiego na Starych Powązkach w Warszawie

Konstanty Stanisław Janicki (ur. 4 listopada?/16 listopada 1876 w Moskwie, zm. 25 października 1932 w Warszawie) – polski zoolog, parazytolog i cytolog. Twórca polskiej szkoły parazytologicznej, profesor na Uniwersytecie Warszawskim.

## Życiorys
Był synem inżyniera Stanisława Janickiego i Emilii z domu Pelizzaro, córki spolonizowanego kupca Pawła Pelizzaro. Jego dziadkiem był Stanisław Janicki, profesor Szkoły Politechnicznej w Warszawie. 
Ukończył Szkołę Realną Wojciecha Górskiego w Warszawie w 1893 roku. W 1894 roku rozpoczął naukę na Uniwersytecie w Lipsku. Studia kontynuował na Uniwersytecie we Fryburgu i Uniwersytecie w Bazylei, gdzie w 1906 roku otrzymał tytuł doktora filozofii. Przez pięć lat pracował w laboratorium Giovanniego Battisty Grassiego w Rzymie. Od 1911 pracował w Instytucie Zoologicznym w Bazylei jako asystent, a od 1912 jako docent prywatny. Z emigracji powrócił w 1919 roku i został profesorem zoologii na Uniwersytecie Warszawskim.
Był członkiem Akademii Umiejętności, Polskiej Akademii Umiejętności i Towarzystwa Naukowego Warszawskiego.
Popełnił samobójstwo w 1932 roku. Pochowany został na cmentarzu Powązkowskim (kwatera 172-2-12/13).

## Dorobek naukowy
Janicki jako pierwszy opisał, wspólnie z Feliksem Rosenem, cykl rozwojowy bruzdogłowca szerokiego. Badał też pierwotniaki pasożytnicze, u których opisał aparat parabazalny. Zajmował się również parazytologią ewolucyjną. Autor koncepcji powstania i rozwoju pasożytnictwa.